# Trichoniscoides serrai
Trichoniscoides serrai es una especie de crustáceo isópodo terrestre de la familia Trichoniscidae.

## Distribución geográfica
Son endémicos de Portugal.